# 2023年世界擊劍錦標賽
2023年世界擊劍錦標賽於2023年7月22日至7月30日在意大利米蘭的米蘭會議中心舉辦。
2023年3月，国际击剑联合会宣布将允许俄罗斯和白俄罗斯运动员以中立身份参加国际击剑比赛，此前两国因共同入侵乌克兰而遭禁赛。最初共有39名俄罗斯和白俄罗斯籍击剑运动员注册参加该赛事，但最终只有11人获意大利方面允许参加该赛事。尽管乌克兰方面对于俄罗斯和白俄罗斯籍选手获准参赛表示不满，该国仍选择不全面抵制该届比赛，然而该国男子重剑选手伊戈爾·雷伊茲林选择放弃参加对阵俄罗斯籍选手Vadim Anokhin的比赛，该国女子佩剑选手奥莉加·哈尔兰也因为在对阵俄罗斯籍选手Anna Smirnova的比赛后拒绝与对手握手而一度被取消资格（其后国际击剑联合会在团体赛前恢复其资格）。

## 賽程表
本屆賽事共舉行12項賽事。
所有時間皆為歐洲中部夏令時間（UTC+2）。
| 日期    | 時間  | 賽事               |
| ------- | ----- | ------------------ |
| 7月22日 | 09:00 | 女子銳劍預賽       |
| 7月22日 | 09:00 | 男子軍刀預賽       |
| 7月23日 | 09:00 | 女子鈍劍預賽       |
| 7月23日 | 09:00 | 男子銳劍預賽       |
| 7月24日 | 09:00 | 女子軍刀預賽       |
| 7月24日 | 09:00 | 男子鈍劍預賽       |
| 7月25日 | 08:30 | 女子銳劍淘汰賽     |
| 7月25日 | 08:30 | 男子軍刀淘汰賽     |
| 7月26日 | 08:30 | 女子鈍劍淘汰賽     |
| 7月26日 | 08:30 | 男子銳劍淘汰賽     |
| 7月27日 | 10:00 | 女子團體銳劍預賽   |
| 7月27日 | 10:00 | 男子團體軍刀預賽   |
| 7月27日 | 10:00 | 女子軍刀淘汰賽     |
| 7月27日 | 10:00 | 男子鈍劍淘汰賽     |
| 7月28日 | 09:00 | 男子團體銳劍預賽   |
| 7月28日 | 09:00 | 女子團體鈍劍預賽   |
| 7月28日 | 10:00 | 女子團體銳劍淘汰賽 |
| 7月28日 | 10:00 | 男子團體軍刀淘汰賽 |
| 7月29日 | 09:00 | 男子團體鈍劍預賽   |
| 7月29日 | 09:00 | 女子團體軍刀預賽   |
| 7月29日 | 10:00 | 女子團體鈍劍淘汰賽 |
| 7月29日 | 10:00 | 男子團體銳劍淘汰賽 |
| 7月30日 | 10:30 | 女子團體軍刀淘汰賽 |
| 7月30日 | 10:30 | 男子團體鈍劍淘汰賽 |

## 獎牌榜
*   主办国家/地区（義大利）
| 排名                      | 国家 / 地区               | 金牌 | 銀牌 | 銅牌 | 总计 |
| ------------------------- | ------------------------- | ---- | ---- | ---- | ---- |
| 1                         | 義大利*                   | 4    | 4    | 2    | 10   |
| 2                         | 匈牙利                    | 3    | 0    | 1    | 4    |
| 3                         | 日本                      | 2    | 0    | 2    | 4    |
| 4                         | 法國                      | 1    | 3    | 2    | 6    |
| 5                         | 美国                      | 1    | 1    | 2    | 4    |
| 6                         | 波蘭                      | 1    | 0    | 0    | 1    |
| 7                         |                           | 0    | 1    | 2    | 3    |
| 8                         | 中國                      | 0    | 1    | 1    | 2    |
| 8                         | 希腊                      | 0    | 1    | 1    | 2    |
| 10                        |                           | 0    | 1    | 0    | 1    |
| 11                        | 保加利亚                  | 0    | 0    | 1    | 1    |
| 11                        | 埃及                      | 0    | 0    | 1    | 1    |
| 11                        | 中國香港                  | 0    | 0    | 1    | 1    |
| 11                        |                           | 0    | 0    | 1    | 1    |
| 11                        | 委內瑞拉                  | 0    | 0    | 1    | 1    |
| 总计（共15个国家 / 地区） | 总计（共15个国家 / 地区） | 12   | 12   | 18   | 42   |

## 獎牌得主

### 男子
| 项目     | 金牌                                                                                        | 银牌                                                                         | 铜牌                                                                                      |
| 個人銳劍 | 科赫·马泰·陶马什 · 匈牙利（HUN）                                                            | 达维德·迪韦罗利 · 義大利（ITA）                                              | 羅曼·卡儂納 · 法國（FRA）                                                                 |
| 個人銳劍 | 科赫·马泰·陶马什 · 匈牙利（HUN）                                                            | 达维德·迪韦罗利 · 義大利（ITA）                                              | 鲁斯兰·库尔班诺夫 · 哈萨克斯坦（KAZ）                                                     |
| 團體銳劍 | 義大利（ITA） · 加布里埃莱·奇米尼 · 达维德·迪韦罗利 · 安德烈亚·桑塔雷利 · 费代里科·维斯马拉 | 法國（FRA） · 亚历山大·巴尔德内 · Gaétan Billa · 扬尼克·博雷尔 · 羅曼·卡儂納 | 委內瑞拉（VEN） · 弗朗西斯科·利马尔多 · 赫苏斯·利马尔多 · 鲁文·利马尔多 · 格拉维耶尔·卢戈 |
| 個人鈍劍 | 托马索·马里尼 · 義大利（ITA）                                                               | 尼克·伊特金 · 美国（USA）                                                    | 松山恭助 · 日本（JPN）                                                                    |
| 個人鈍劍 | 托马索·马里尼 · 義大利（ITA）                                                               | 尼克·伊特金 · 美国（USA）                                                    | 恩佐·勒福爾 · 法國（FRA）                                                                 |
| 團體鈍劍 | 日本（JPN） · 飯村一輝 · 松山恭助 · 敷根崇裕 · 鈴村健太                                     | 中國（CHN） · 陈海威 · 莫梓维 · 吴斌 · 许杰                                  | 中國香港（HKG） · 张家朗 · 蔡俊彦 · 梁千雨 · 杨子加                                       |
| 個人軍刀 | 埃利·德施维茨 · 美国（USA）                                                                 | 桑德罗·巴扎泽 · 格鲁吉亚（GEO）                                              | 齐亚德·西西 · 埃及（EGY）                                                                 |
| 個人軍刀 | 埃利·德施维茨 · 美国（USA）                                                                 | 桑德罗·巴扎泽 · 格鲁吉亚（GEO）                                              | 西拉吉·阿龍 · 匈牙利（HUN）                                                               |
| 團體軍刀 | 匈牙利（HUN） · 代奇·陶马什 · 盖迈希·乔纳德 · 绍特马里·翁德拉什 · 西拉吉·阿龙               | （KOR） · 具本佶 · Ha Han-sol · 金准镐 · 吴尚旭                              | 美国（USA） · 埃利·德施维茨 · Andrew Doddo · 科林·希思科克 · 米切尔·萨龙                  |

### 女子
| 项目     | 金牌 | 银牌                                                                                | 铜牌                                                  |
| 個人銳劍 | 玛丽-弗洛朗丝·康达萨米 · 法國（FRA）                                                                            | 阿爾貝塔·聖圖喬 · 義大利（ITA）                                                     | 瑪拉·納瓦里亞 · 義大利（ITA）                         |
| 個人銳劍 | 玛丽-弗洛朗丝·康达萨米 · 法國（FRA）                                                                            | 阿爾貝塔·聖圖喬 · 義大利（ITA）                                                     | 孙一文 · 中国（CHN）                                  |
| 團體銳劍 | 波蘭（POL） · 雷娜塔·克纳皮克-米亚兹加 · Magdalena Pawłowska · 马蒂娜·斯瓦托夫斯卡-文格拉尔齐克 · 埃娃·切宾斯卡 | 義大利（ITA） · 萝塞拉·菲亚明戈 · 费代丽卡·伊索拉 · 玛拉·纳瓦里亚 · 阿尔贝塔·圣图乔 | （KOR） · 崔仁贞 · 姜荣美 · 李慧仁 · 宋世罗           |
| 個人鈍劍 | 阿莉切·沃爾皮 · 義大利（ITA）                                                                                   | 阿里安娜·埃里戈 · 義大利（ITA）                                                     | 马丁娜·法瓦雷托 · 義大利（ITA）                       |
| 個人鈍劍 | 阿莉切·沃爾皮 · 義大利（ITA）                                                                                   | 阿里安娜·埃里戈 · 義大利（ITA）                                                     | 李·基弗 · 美国（USA）                                 |
| 團體鈍劍 | 義大利（ITA） · 阿里安娜·埃里戈 · 马丁娜·法瓦雷托 · 弗兰切斯卡·帕伦博 · 阿莉切·沃尔皮                           | 法國（FRA） · Solène Butruille · Morgane Patru · 波利娜·朗维埃 · 伊索拉·蒂比斯      | 日本（JPN） · 東晟良 · 菊池小卷 · 宫胁花纶 · 上野优佳 |
| 個人軍刀 | 江村美咲 · 日本（JPN）                                                                                          | 德斯皮娜·乔治亚祖 · 希腊（GRE）                                                     | 塞奧佐拉·格昆圖拉 · 希腊（GRE）                       |
| 個人軍刀 | 江村美咲 · 日本（JPN）                                                                                          | 德斯皮娜·乔治亚祖 · 希腊（GRE）                                                     | 约安娜·伊利耶娃 · 保加利亚（BUL）                     |
| 團體軍刀 | 匈牙利（HUN） · 鲍陶伊·舒加尔·考廷考 · 马顿·安娜 · 普斯陶伊·莉扎 · 叙奇·卢卡                                    | 法國（FRA） · 萨拉·巴尔泽尔 · 玛农·阿皮蒂-布吕内 · 卡罗琳·凯罗利 · Margaux Rifkiss  | （KOR） · 崔世彬 · 全恩惠 · 全河英 · 尹智秀           |

## 外部連結
- 官方網站 （页面存档备份，存于）